# Nephodia deformis
Nephodia deformis är en fjärilsart som beskrevs av W. Warren 1908. Nephodia deformis ingår i släktet Nephodia och familjen mätare. Inga underarter finns listade i Catalogue of Life.